# دهستان زیاران
دهستان زیاران نام دهستانی در بخش آبیک شهرستان آبیک، استان قزوین در ایران است. براساس سرشماری مرکز آمار ایران در سال ۱۳۸۵، جمعیت آن ۱۲٬۰۲۴ نفر (۳٬۳۰۳ خانوار) بوده‌است.